# Avatar (musikgrupp)
Ej att förväxla med det finländska metal-bandet Avathar.
Avatar är ett metal-band från Göteborg som spelar melodisk death metal.

## Historia
Bandet startades 2001 av trummisen John Alfredsson och sångaren Christian Rimmi under namnet "Lost Soul". Efter en turbulent start med många medlemsbyten landade bandets uppställning under hösten 2003 och förblev den samma i närmare tio år. I december 2011 lämnade Simon Andersson gruppen och ersattes snart av Tim Öhrström.
Under våren 2006 var bandet ute på sin första Europaturné som förband till Impaled Nazarene. Hösten samma år var det dags igen, denna gång som förband till Evergrey. Senare förbandsturnéer i Europa innefattar In Flames (mars 2007), Obituary (januari - Februari 2008), Hardcore Superstar (oktober - november 2009), Warrior Soul (mars - april 2010), Dark Tranquillity (oktober - november 2010), Helloween (december 2010 - januari 2011) och Avenged Sevenfold/Five Finger Death Punch (december 2013). En första amerikaturné som förband till Lacuna Coil/Sevendust avklarades i februari 2013. 2019 spelade Avatar återigen i USA som förband åt Babymetal på deras US Tour 2019. Bandet har också spelat på flera musikfestivaler i Sverige, till exempel Sweden Rock Festival, Storsjöyran och Arvikafestivalen.
Schlacht, Avatars andra studioalbum släpptes i oktober 2007 och nådde plats 27 på den svenska albumlistan. Björn Gelotte från In Flames spelar ett gitarrsolo på spåret Letters From Neverend.
Bandets tredje album, det självbetitlade Avatar, släpptes i Sverige i november 2009 och gick in på plats 36 på albumlistan. Större delen av året fram till albumsläppet hade spenderats i studion. I januari 2010 skrev bandet kontrakt med Sony Music för att släppa skivan i Tyskland och Schweiz den 26 mars. Den 19 maj samma år släpptes skivan i Japan av bolaget Art Union.
Fjärde albumet, Black Waltz, släpptes i Europa den 25 januari 2012 och i USA den 14 februari samma år. Skivan nådde plats 25 på den svenska albumlistan.
Hösten 2013 åkte bandet till Thailand för att spela in ett femte album som fick namnet Hail the Apocalypse. Albumet släpptes den 13 maj 2014. En första singel, med samma namn som albumet, släpptes tillsammans med en musikvideo den 17 mars 2014. År 2016 och 2018 släppte de albumen "Feathers and Flesh" respektive "Avatar Country".

## StarCraft
I januari 2010 lade bandet upp musikvideon till låten Queen of Blades på sin webbplats. Blizzard Entertainment länkade till videon på sina Facebook- och Twitter-sidor eftersom låten handlar om karaktären Sarah Kerrigan ur deras spel Starcraft, vilket gav bandet stor uppmärksamhet bland spelets fans.

## Medlemmar
Nuvarande medlemmar
- Johannes Eckerström – sång (?–2003, 2003– )
- John Alfredsson – trummor (2001– )
- Jonas Jarlsby – gitarr, bakgrundssång (2001– )
- Henrik Sandelin – basgitarr (2003– )
- Tim Öhrström – gitarr (2012– )

Tidigare medlemmar
- Albin Dahlquist – basgitarr
- Kim Egerbo – gitarr (?–2003)
- John Isacsson – basgitarr (2001–?)
- Viktor Ekström – gitarr (2001)
- Daniel Johansson – gitarr (2001)
- Christian Rimmi – sång (2001–?)
- Niklas Green	– basgitarr (2002–2003)
- Björn Risberg – basgitarr (2003), gitarr (2003)
- Mathias Smedberg –basgitarr (studio) (2003)
- Oscar Jungbeck – basgitarr
- Simon Andersson – gitarr (2003–2012)

Bildgalleri

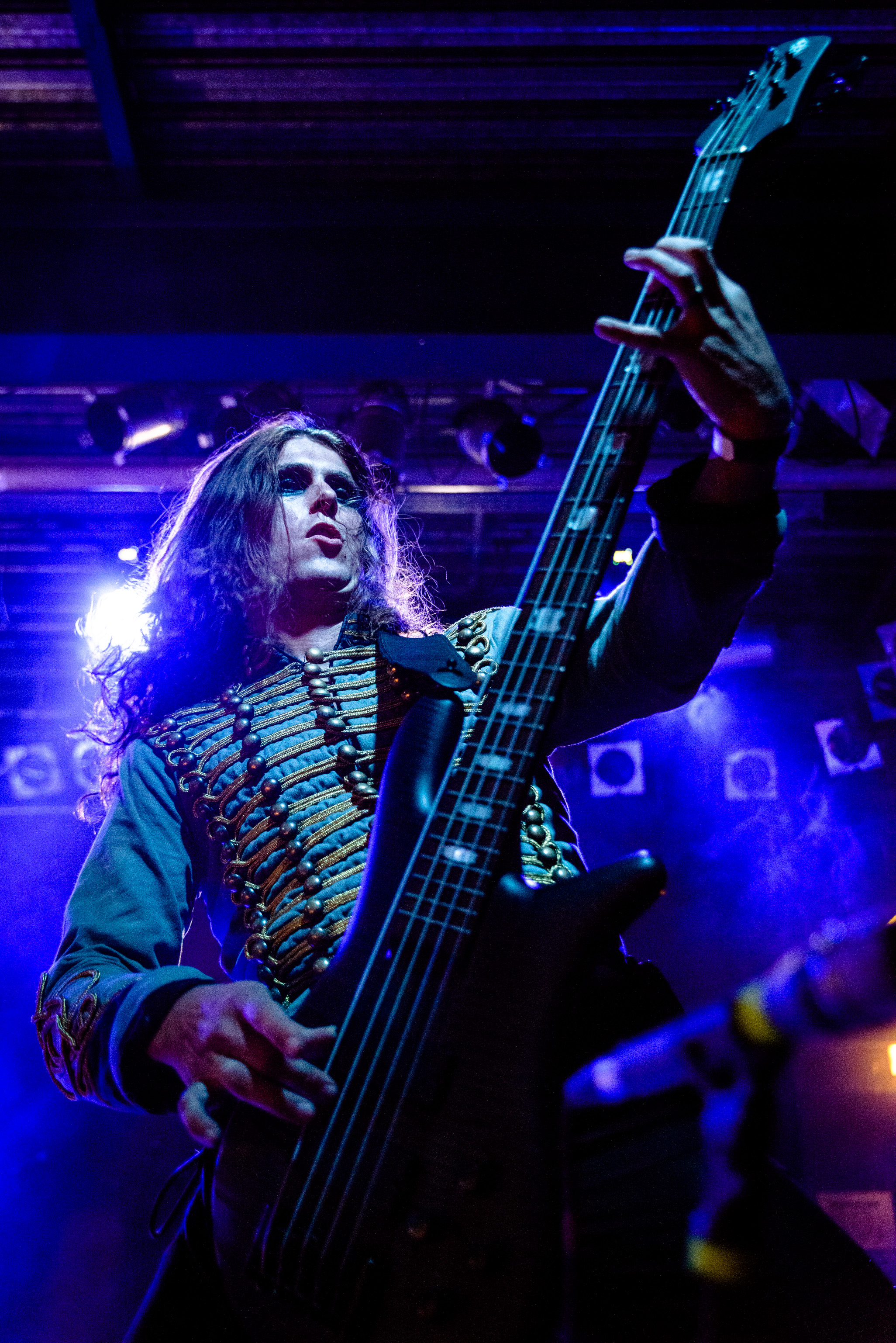
Henrik Sandelin
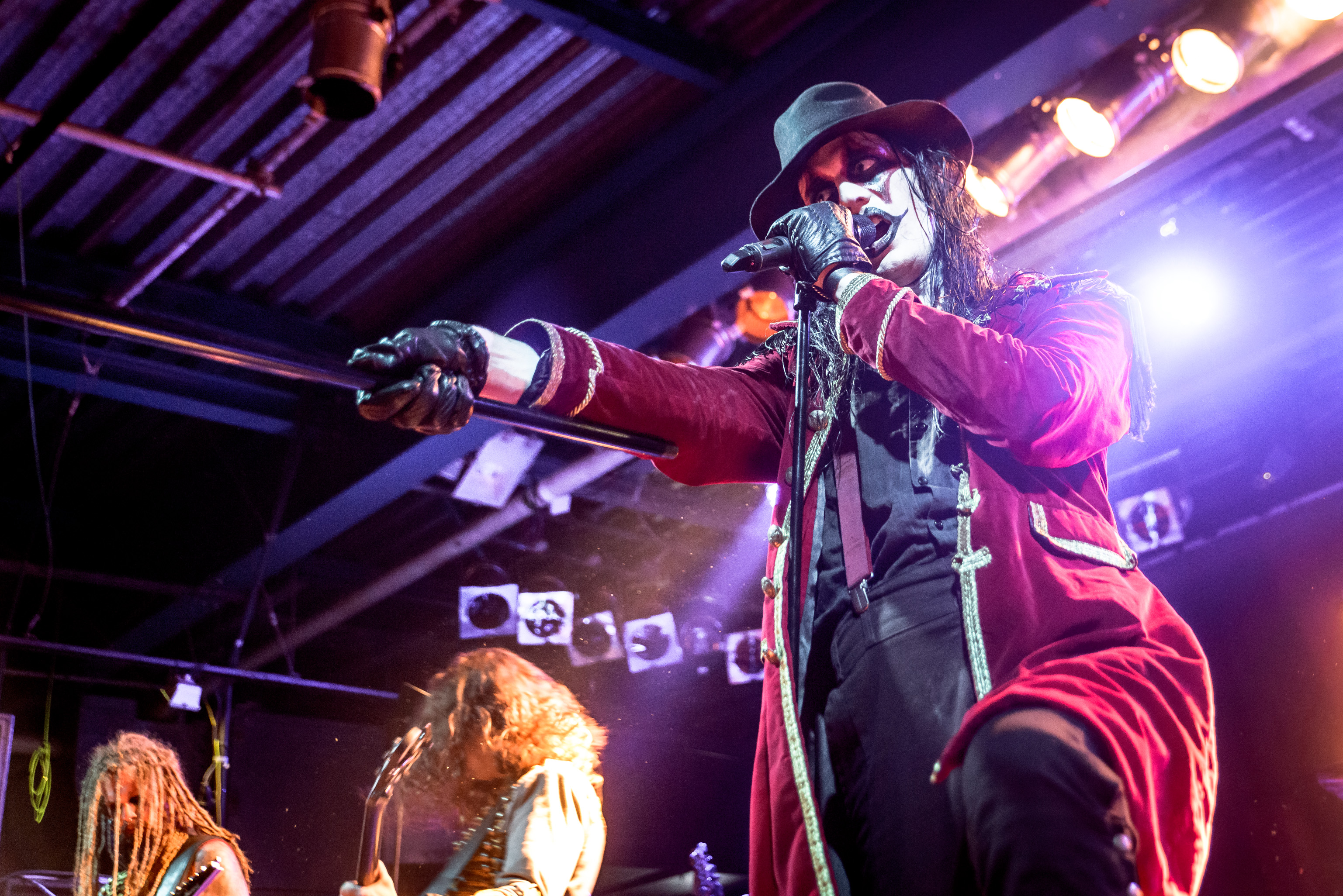
Johannes Eckerström
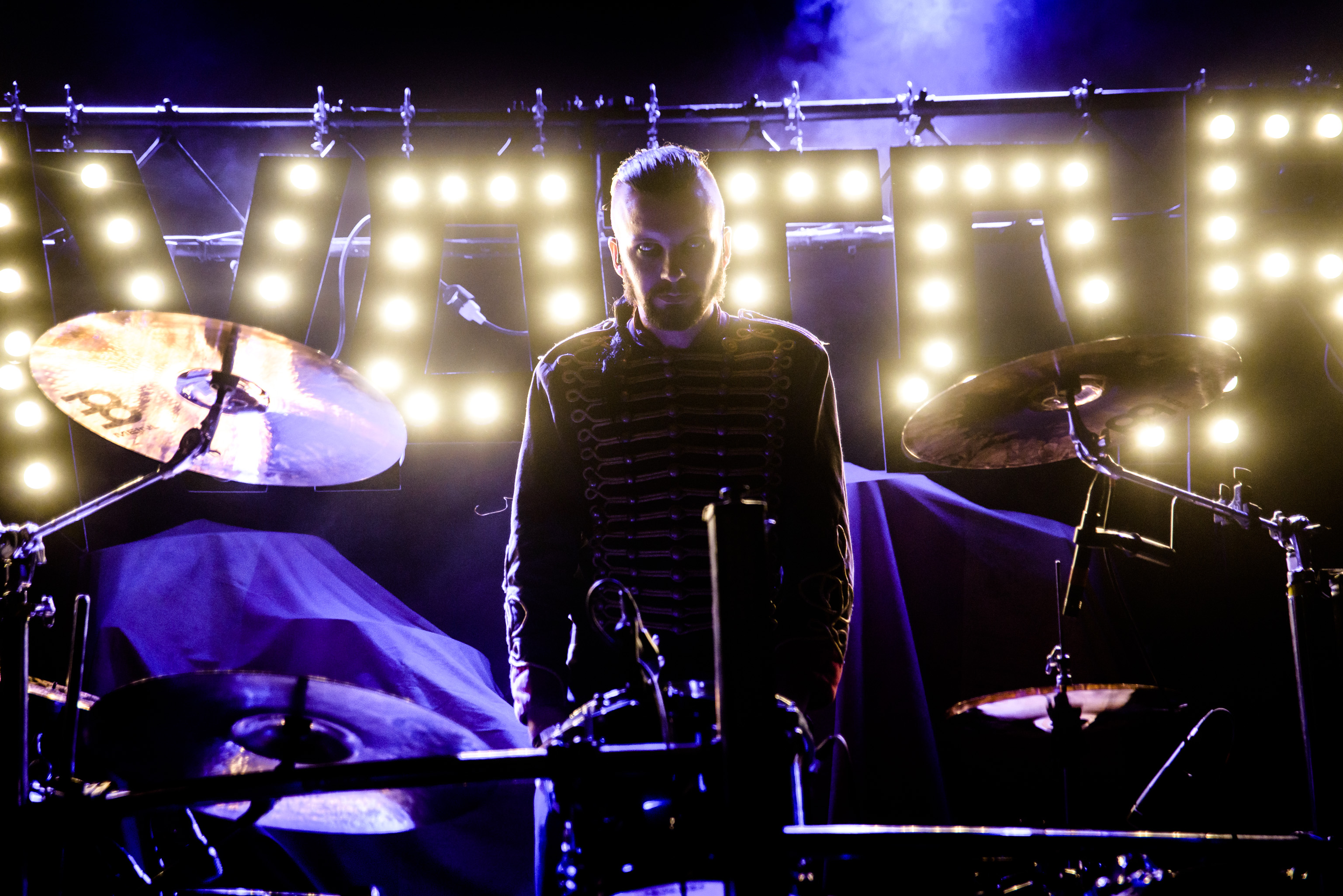
John Alfredsson
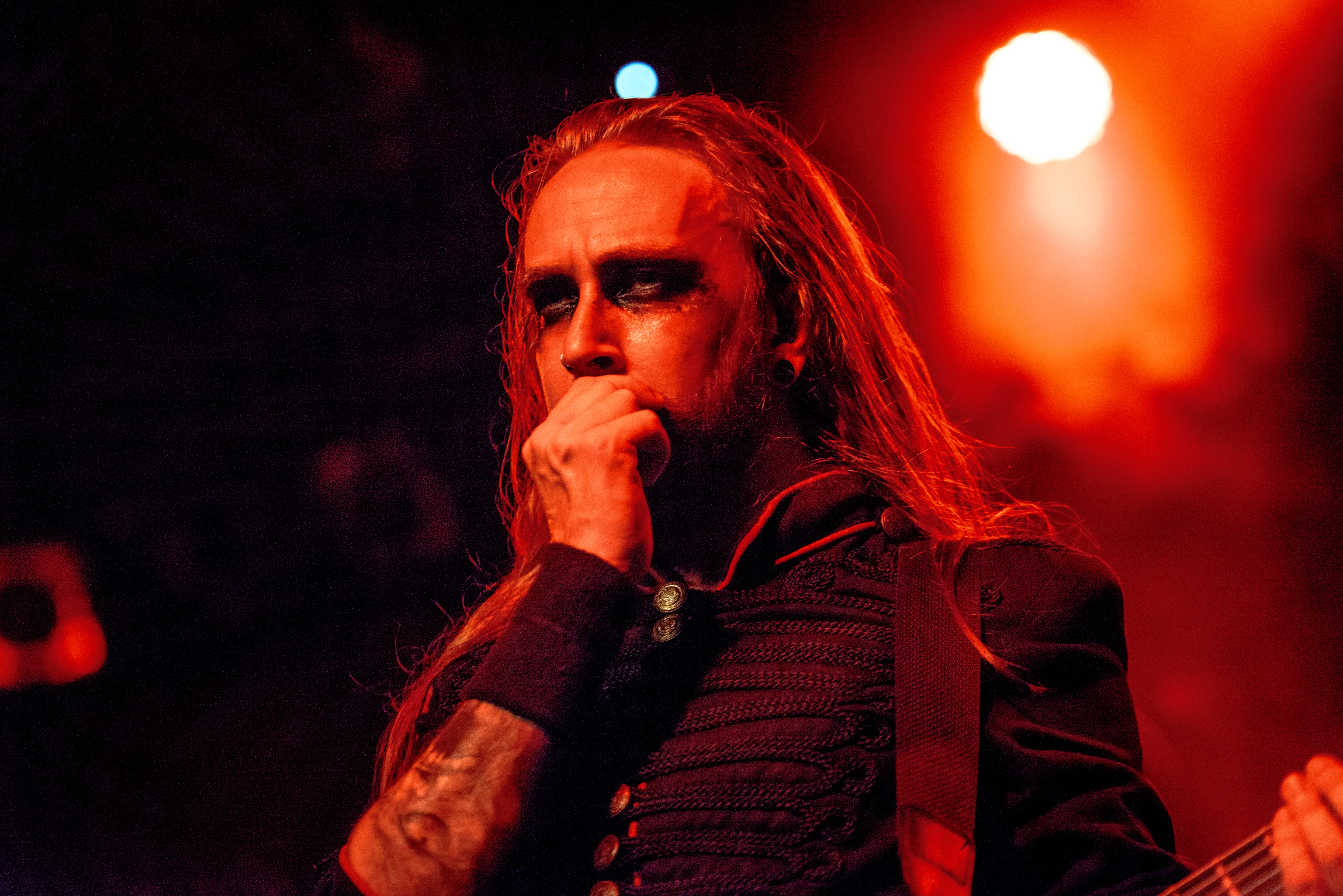
Tim Öhrström

## Diskografi
Demo
- 2003 – Personal Observations
- 2004 – 4 Reasons to Die

Studioalbum
- 2006 – Thoughts of No Tomorrow
- 2007 – Schlacht
- 2009 – Avatar
- 2012 – Black Waltz
- 2014 – Hail the Apocalypse
- 2016 – Feathers & Flesh
- 2018 – Avatar Country
- 2020 – Hunter Gatherer
- 2023 - Dance Devil Dance

EP
- 2011 – Black Waltz EP

Singlar
- 2005 – "My Shining Star"
- 2005 – "And I Bid You Farewell"
- 2009 – "The Great Pretender"
- 2014 – "Hail the Apocalypse"
- 2014 – "Bloody Angel"

## Recensioner
- Schlacht recenserad av Groove
- Avatar recenserad av Göteborgs-Posten
- Avatar recenserad av Metal Temple